# Atalarico
Atalarico (516 - 2 de octubre 534) fue rey de los ostrogodos del 526 al 534, como sucesor de su abuelo materno Teodorico el Grande.

## Biografía

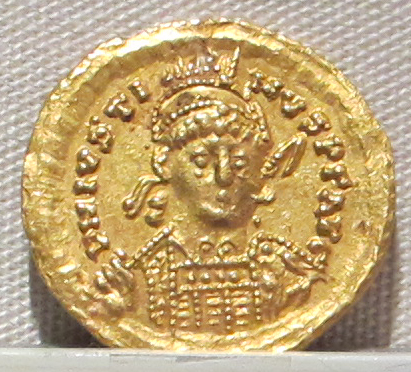
Áureo de Atalarico

Era hijo de Eutarico (muerto en 522) y de Amalasunta, quien controló el reino durante un periodo cuando él era muy joven. No soportando la regencia de una mujer, ni la educación romana suministrada al muchacho, ni el tratamiento obsequioso de Amalasunta en relación con Bizancio, así como tampoco su espíritu conciliador con los romanos, la nobleza goda consiguió apartarla de su hijo para educarlo según la usanza de su pueblo.
Como resultado, Atalarico bebió mucho y se entregó a excesos viciosos, que arruinaron su constitución física. Debido a esto, el joven murió prematuramente. Entonces Amalasunta, que quería conservar el poder, se casó con Teodato, duque de Tuscia y uno de los jefes del partido nacional. Éste, no obstante, la exilió a una isla del lago de Bolsena, donde la hizo renunciar al reino, siendo asesinada en 536.